# Spilosoma luxerii
Spilosoma luxerii är en fjärilsart som beskrevs av Jean Baptiste Godart 1822. Spilosoma luxerii ingår i släktet Spilosoma och familjen björnspinnare. Inga underarter finns listade i Catalogue of Life.